# Quentin Pacher
Quentin Pacher (Libourne, 6 januari 1992) is een Frans wielrenner die sinds 2022 voor Groupama-FDJ uitkomt.

## Overwinningen
2012
3e etappe Ronde van de Isard
Bergklassement Kreiz Breizh Elites
2015
Jongerenklassement Ronde van de Haut-Var
Bergklassement Ronde van Rhône-Alpes Isère
2018
5e etappe Ronde van Savoie-Mont Blanc

## Resultaten in voornaamste wedstrijden
| Jaar | Ronde van Italië | Ronde van Frankrijk | Ronde van Spanje |
| ---- | ---------------- | ------------------- | ---------------- |
| 2015 |                  |                     |                  |
| 2016 |                  |                     |                  |
| 2017 |                  |                     |                  |
| 2018 |                  |                     |                  |
| 2019 |                  |                     |                  |
| 2020 |                  | 53e                 |                  |
| 2021 |                  | 35e                 |                  |
| 2022 |                  |                     | opgave           |
| 2023 |                  | 63e                 |                  |
| 2024 |                  | 46e                 | 21e              |
| 2025 | 64e              | 45e                 |                  |

| Jaar | Milaan-San Remo | Amstel Gold Race | Luik-Bast.‑Luik | Ronde van Lombardije | Brabantse Pijl | Parijs-Tours | Bretagne Classic |  | WK op de weg |
| ---- | --------------- | ---------------- | --------------- | -------------------- | -------------- | ------------ | ---------------- |  | ------------ |
| 2015 |                 |                  |                 |                      |                | 85e          |                  |  |              |
| 2016 |                 |                  |                 |                      |                | 118e         | 90e              |  |              |
| 2017 |                 |                  |                 |                      |                |              | 61e              |  |              |
| 2018 |                 | 30e              |                 |                      | 62e            | 62e          | 31e              |  |              |
| 2019 |                 | 76e              | 48e             | opgave               | 12e            |              | 32e              |  |              |
| 2020 |                 |                  |                 |                      |                | 40e          |                  |  | opgave       |
| 2021 |                 |                  |                 |                      |                |              | 9e               |  |              |
| 2022 | 20e             | 18e              | 20e             | 30e                  |                |              |                  |  | 80e          |
| 2023 | 41e             | opgave           | 55e             | 38e                  |                |              |                  |  |              |
| 2024 | 19e             | 8e               | 51e             |                      |                |              |                  |  |              |
| 2025 | 29e             | 33e              | 109e            |                      |                |              |                  |  |              |

## Ploegen
- 2015 –  Équipe Cycliste de l'Armée de Terre
- 2016 –  Delko Marseille Provence KTM
- 2017 –  Delko Marseille Provence KTM
- 2018 –  Vital Concept Cycling Club
- 2019 –  Vital Concept-B&B Hotels
- 2020 –  B&B Hotels-Vital Concept p/b KTM
- 2021 –  B&B Hotels p/b KTM
- 2022 –  Groupama-FDJ
- 2023 –  Groupama-FDJ
- 2024 –  Groupama-FDJ
- 2025 –  Groupama-FDJ

Andersen · Aristi · Combaud · Di Grégorio · Díaz · El Fares · Fernández · Finetto · Giraud · Hupond · Laas · Lemarchand · Madrazo · Martinez · Pacher · Rodríguez · Šiškevičius · Smukulis · Couanon (stagiair) · Dyball (stagiair) · Liepiņš (stagiair)
Bagot · Boeckmans · Coquard · Corbel · Courteille · De Backer · Ermenault · Fournier · Garel · Lammertink · Le Bon · Lecroq · Manzin · Morice · Mottier · Müller · Pacher · Reza · Turgis · Van Genechten
Armirail · Askey · Badilatti · Davy · Démare · Duchesne · Gaudu · Geniets · Guarnieri · Konovalovas · Küng   · Ladagnous · Le Gac · Lienhard · Ludvigsson · Madouas · Molard · Pacher · Penhoët (vanaf 1/8) · Pinot · Reichenbach · Roux · Scotson · Sinkeldam · Stewart · Storer · Valter · van den Berg · Welten
Armirail · Askey · Davy · Démare (tot 31/7) · Gaudu · Geniets · Germani · Grégoire · Konovalovas · Küng · Ladagnous · Le Gac · Lienhard · Madouas · Martinez · Molard · Pacher · Paleni · Penhoët · Pinot · Pithie · Scotson · Stewart · Storer · Thompson · van den Berg · Watson · Welten
Askey · Barthe · Bystrøm · Davy · Gaudu · Geniets · Germani · Grégoire · Gruel (vanaf 1/3) · Konovalovas · Küng · Le Gac · Le Huitouze · Lienhard · Madouas · Martinez · Molard · Pacher · Paleni · Penhoët · Pithie · Rochas · Russo · Sarreau · Thompson · van den Berg · Walls · Watson